# Эмека, Чинонсо
Чиносо Эмека (англ. Chinonso Emeka; род. 30 августа 2001, Варри, Дельта) — нигерийский футболист, нападающий клуба «Тренчин».

## Клубная карьера
Эмека начал карьеру в клубе «Ватер». В 2021 году он подписал контракт с бельгийским «Гентом», где начал выступать за молодёжный состав. 22 мая 2021 года в матче против «Мехелена» он дебютировал в Жюпиле лиге.

## Международная карьера
В 2019 году в составе молодёжной сборной Нигерии Эмека принял участие в молодёжном чемпионате мира в Польше. На турнире он был запасным и на поле не вышел. 